# Presse écrite au Touquet-Paris-Plage

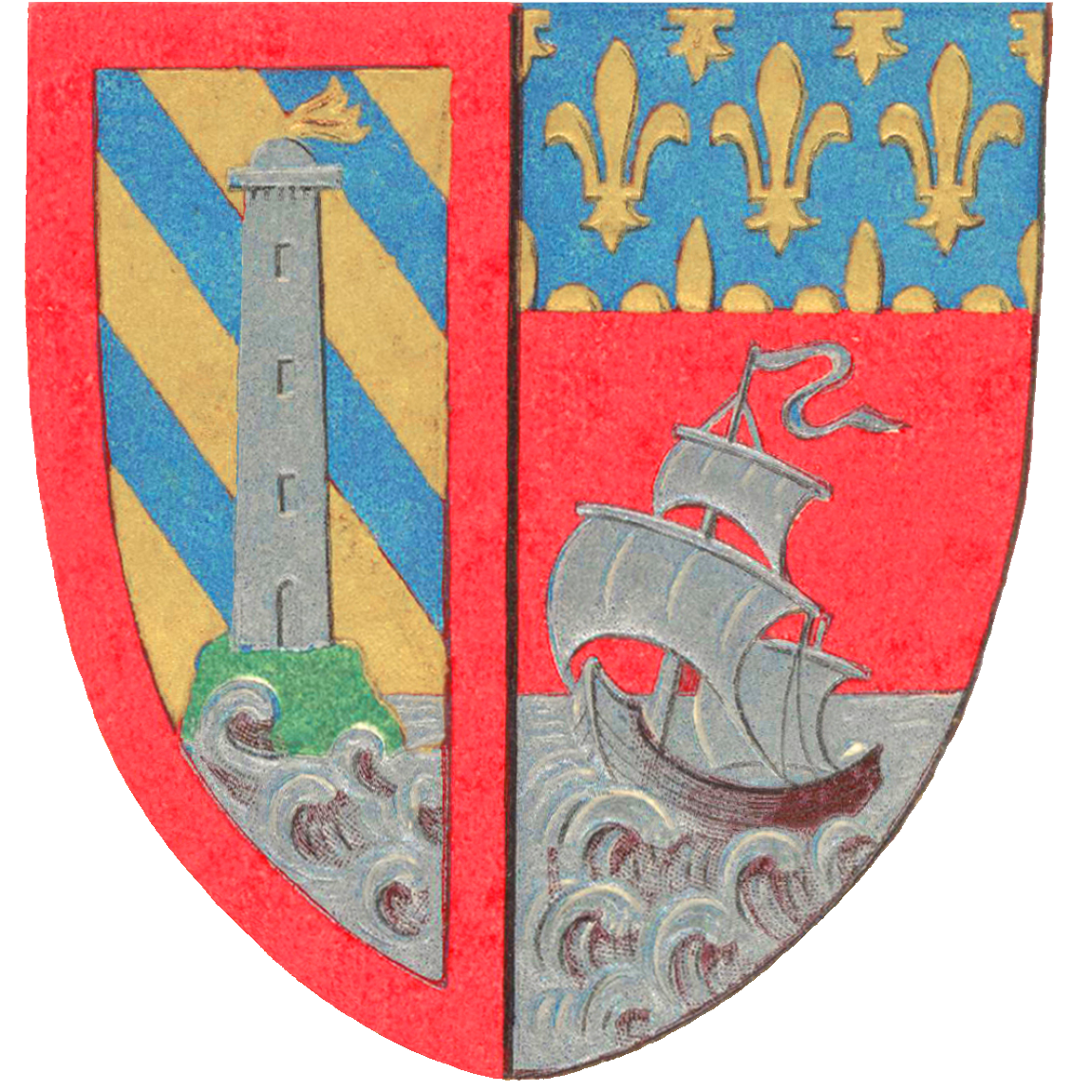
Blason du Touquet-Paris-Plage établi en 1894 et adopté en 1912 par la commune.

La Presse écrite au Touquet-Paris-Plage est la liste des journaux, magazines, revues et bulletins relatifs à la commune du Touquet-Paris-Plage, commune française de la région Hauts-de-France.
Le premier journal qui paraît, le 15 août 1886, s'appelle Paris-Plage, et la station, qui s'appelle Paris-Plage n'est que le hameau de Cucq, elle devient, le 28 mars 1912, la commune du Touquet-Paris-Plage.

## Liste des 26 journaux, magazines, revues et bulletins

### Journaux d'information locale

#### Paris-Plage
- 1886, Paris-Plage Courrier des bains de mer, journal d'information local, variante du titre : Paris-Plage Arcachon du Nord, siège du journal à Paris-Plage et le dépôt au no 146, rue Montmartre à Paris, numérotation : 15 août 1886-25 juin 1912, parution : le dimanche en saison puis, à partir de 1903, mensuellement hors-saison puis le jeudi et le dimanche en saison et mensuellement d'octobre à juin, imprimé, de 1886 à 1887, chez Jeunet, et de 1888 à 1893, chez Laforest, tous les deux à Amiens, de 1894 à 1895, chez Battez à Boulogne-sur-Mer, en 1896 chez Dupéron à Étaples, de 1897 à 1898 chez Clochez à Amiens et à partir de 1899, chez Delambre à Montreuil, format 51 × 32 cm, puis 57 × 38 cm[1],[ÉL 1]. Les directeurs-gérants sont successivement, Ernest Legendre, Charles Delambre et Léopold Delambre.

#### Le Touquet-Paris-Plage
- 1900, Le Touquet-Paris-Plage, revue littéraire, mondaine, artistique, théâtrale, sportive et d'informations des plages du Nord, siège du journal, Lille, période de parution : 1900 ?-1901 ?, format : 31 × 25 cm, fréquence de parution : hebdomadaire[2].

#### Le Phare de Paris-Plage
- 1902, Le Phare de Paris-Plage, organe de la défense des intérêts de Paris-Plage et d'Étaples, parution hebdomadaire, variante du titre : Le Phare de Paris-Plage et du Touquet, numérotation : 13 juillet 1902-9 septembre 1906, siège du journal : Le Touquet-Paris-Plage, imprimé à Étaples, période de parution : 1902-1906, format : 50 × 33 cm, puis 53 × 39 cm, ne paraît que pendant la saison balnéaire. Le directeur-gérant est M. Cocquerel d'Étaples[3],[ÉL 2].

#### L'Écho de Paris-Plage
- 1906, journal littéraire et politique indépendant, organe de la foncière-immobilière de Paris-Plage, publié par Paul Ridoux et paru en août 1906, 1907 et 1908[4].

#### Paris-Plage gazette
- 1907, Paris-Plage gazette, organe littéraire, balnéaire, artistique et sportif, numérotation : 7 juillet 1907-7 septembre 1907, siège du journal : Le Touquet-Paris-Plage, période de parution : 1907, format : 50 cm, fréquence de parution : hebdomadaire[5].

#### L'Avenir du Touquet-Paris-Plage(1reparution)
- 1908, L'Avenir du Touquet-Paris-Plage (d), sous-titre, journal républicain puis littéraire, mondain, sportif, variante du titre, 21 juillet 1912-26 juillet 1914 : L'Avenir du Touquet-Paris-Plage et La Vie sportive réunis, période de parution : 1908-1934 (interruption jusqu'en février 1935), numérotation : 5 juillet 1908-26 juillet 1914 puis 8 juillet 1920-janvier 1934, format : 60 cm, fréquence de parution : hebdomadaire puis mensuel l'hiver, hebdomadaire en saison, siège du journal et imprimerie, Montreuil[6].
- En 1926, L'Avenir du Touquet-Paris-Plage est attesté rue d'Étaples, le directeur est M. Soucaret, la fréquence de parution est hebdomadaire en saison balnéaire, mensuelle en hiver[7].

#### Bulletin municipal - Ville du Touquet-Paris-Plage
- 1912, Bulletin municipal - Ville du Touquet-Paris-Plage, Titre depuis avril 2001 : Vivre au Touquet 4 saisons, bulletin mensuel d'information de la municipalité du Touquet, titre de couverture : Le Touquet Paris-Plage, variante du titre : Bulletin officiel municipal du Touquet-Paris-Plage, numérotation : no 1 juin 1912, siège du journal : Le Touquet-Paris-Plage : mairie puis Le Touquet-Paris-Plage : mairie, Paris : ONEO puis Le Touquet-Paris-Plage : mairie, imprimé à Montreuil, période de parution : 1912-1966 ?, format : 29 puis 27 cm, fréquence de parution : mensuel puis trimestriel puis annuel puis mensuel, n'a pas paru entre 1914 et 1921[8].

#### La Gazette du Touquet-Paris-Plage
- 1913, La Gazette du Touquet-Paris-Plage, journal exclusivement d'informations, mondain, littéraire, scientifique, artistique, sportif, médical, etc. hebdomadaire en saison, mensuel l'hiver, numérotation : 9 août 1913-2 août 1914 et 4 juillet 1919-janvier, février 1920, siège du journal : Le Touquet-Paris-Plage, imprimé au Touquet-Paris-Plage, puis à Montreuil, période de parution : 1913-1920, format : 60 × 42 cm, puis 56 × 37 cm, servi aux abonnés de L'Avenir du Touquet-Paris-Plage en 1919 et en 1920[9],[10].

#### L'Express du Touquet-Paris-Plage et du Pas-de-Calais
- 1924, L'Express du Touquet-Paris-Plage et du Pas-de-Calais, journal d'informations, sportif et de l'Entente cordiale, variante du titre : L'Express du Touquet-Paris-Plage, numérotation : 20 avril 1924-20 août 1938, siège du journal : Le Touquet-Paris-Plage, imprimé à Abbeville, puis à Montreuil, période de parution : 1924-1938, format : 56 × 38 cm puis 37 × 28 cm, fréquence de parution : semi hebdomadaire puis périodicité variable[11].
- En 1926, L'Express du Touquet-Paris-Plage est établi au 74, rue Saint-Jean, son directeur est E. Pontet, la fréquence de parution est bi-hebdomadaire l'été et hebdomadaire l'hiver[12].

#### L'Éclaireur du Touquet-Paris-Plage
- 1925, L'Éclaireur du Touquet-Paris-Plage, parution : hebdomadaire, puis mensuel l'hiver, bimensuel en saison, numérotation : 29 mars 1925-août/septembre 1929, siège du journal : Le Touquet-Paris-Plage, imprimé à Boulogne-sur-Mer puis à Montreuil, période de parution : 1925-1929, format : 56 × 38 cm[13].
- En 1926, L'Éclaireur du Touquet-Paris-Plage est établi rue de Metz, son directeur est Fernand Recoussine[12].

#### Le Grand journal de Paris-Plage
- 1927, Le Grand journal de Paris-Plage, organe balnéaire, commercial et mondain des stations réputées du Littoral, numérotation : numéro spécimen : 7/14 mai 1927 et no 1 : 12/19 juin 1927-(…), siège du journal : Le Touquet-Paris-Plage, imprimé à Dunkerque, période de parution : 1927-1927 ?, format : 60 × 45 cm, fréquence de parution : hebdomadaire[14].

#### L'Avenir du Touquet-Paris-Plage(2eparution)
- 1935, après une interruption de publication de 14 mois, le journal L'Avenir du Touquet-Paris-Plage reparaît sous le titre L'Avenir, journal du Touquet-Paris-Plage (d), numérotation : 28e année, no 1 février 1935 jusqu'au 12 mai 1940, siège du journal : Montreuil, période de parution : 1935-1940, format : 60 cm, fréquence de parution : hebdomadaire en saison, mensuel l'hiver[15].
- En 1926, L'Avenir du Touquet-Paris-Plage était établi rue d'Étaples, son directeur était M. Soucaret, la fréquence de parution hebdomadaire en saison, mensuel l'hiver[12].

#### Les Échos du Touquet(Seconde Guerre mondiale)
- 1939, Les Échos du Touquet, (d), journal destiné aux mobilisés, parution : novembre 1939-mai 1940, siège du journal : Le Touquet-Paris-Plage, période de parution : 1939-1940, format : 27 × 21 cm, puis 44 × 28 cm, fréquence de parution : bimensuel, type d'impression, polytypé, puis imprimé[16].

#### Les Échos du Touquet
- 1957, Léonce Deprez lance le journal Les Échos du Touquet, fréquence de parution : hebdomadaire, aujourd'hui le journal est la propriété du groupe Nord Littoral[17].

#### l'Espoir
- 1959, l'Espoir (à compléter)

### Journaux commerciaux

#### Le Moniteur de Paris-Plage
- 1901, Le Moniteur de Paris-Plage, journal commercial, Écho du littoral desservi par le réseau du Nord et en particulier des plages de Boulogne à Berck. variante du titre : Le Moniteur de Paris-Plage et de la région, numérotation : mai 1901-(…), siège du journal : Le Touquet-Paris-Plage, imprimé à Montreuil, période de parution : 1901-1905 ?, format : 37 × 26 cm, puis 30 × 24 cm, parution : mensuel. Le directeur-gérant Gustave Rohrbacher (d), directeur du « Moderne Office » à Paris-Plage. La couverture est ornée d'une zincogravure, reproduction d'une aquarelle, œuvre de l'artiste-peintre Jules Wengel[18],[ÉL 3].

#### L'Écho de Paris-Plage
- 1906, L'Écho de Paris-Plage l'Arcachon du Nord, l'Ostende français : journal politique et littéraire indépendant, organe de la foncière-immobilière de Paris-Plage, numérotation : août 1906-1908 ?, siège du journal : Le Touquet-Paris-Plage, imprimé à Arras puis Crépy-en-Valois, période de parution : 1906-1908 ?, format : 56 cm, fréquence de parution : annuel[19].

#### L'Intermédiaire du Touquet-Paris-Plage
- 1927, L'Intermédiaire du Touquet-Paris-Plage, numérotation : avril 1927-(…), siège du journal : Le Touquet-Paris-Plage, imprimé à Montreuil, période de parution : 1927-1927 ?, format : 33 × 25 cm, fréquence de parution : mensuel[20].

### Journaux électoraux

#### L'Écho de la plage du Touquet-Paris-Plage
- 1912, L'Écho de la plage du Touquet-Paris-Plage, organe républicain démocrate indépendant, numérotation : 18 avril 1912-décembre 1912 puis juin 1913, siège du journal : Le Touquet-Paris-Plage, imprimé à Montreuil, période de parution : 1912-1913, format : 54 cm, fréquence de parution : périodicité variable[21].

#### La Vérité du Touquet-Paris-Plage
- 1933, La Vérité du Touquet-Paris-Plage, journal de défense des intérêts généraux de la station, numérotation : 22 novembre 1933-3 décembre 1933, siège du journal : Le Touquet-Paris-Plage, imprimé à Montreuil, période de parution : 1933, format : 60 cm, fréquence de parution : semi-hebdomadaire, élection municipale complémentaire du 3 décembre 1933[22].

#### Le Journal du Touquet-Paris-Plage
- 1935, Le Journal du Touquet-Paris-Plage, numérotation : 21 avril 1935-25 août 1935, siège du journal : Le Touquet-Paris-Plage, période de parution : 1935, format : 53 × 38 cm, fréquence de parution : hebdomadaire puis bimensuel, élections municipales du 5 mai 1935[23].

### Magazines

#### Les Échos mondains du Touquet-Paris-Plage
- 1925, Les Échos mondains du Touquet-Paris-Plage, revue mondaine illustrée et publiée sous le patronage du syndicat d'initiative, un numéro spécial de propagande portant la mention Édition spéciale 1926/1927 a été publié sous le titre : Les Échos mondains Berck-Plage, siège du journal : Le Touquet-Paris-Plage, période de parution : 1925 ?-1927 ?, format : 37 cm, fréquence de parution : irrégulier[24].

#### Le Touquet sportif et mondain
- 1925, Le Touquet sportif et mondain, magazine d'art consacré à la station d'été du Touquet-Paris-Plage puis revue mondaine illustrée publiée sous le patronage du syndicat d'initiative, titre en 1932 : Les Échos mondains Le Touquet-Paris-Plage, numérotation : 12 juillet 1925-…, siège du journal : Le Touquet-Paris-Plage, imprimé à Lille puis Abbeville, période de parution : 1925-1932 ?, format : 32 × 24 cm, fréquence de parution : irrégulier[25].

#### La Semaine au Touquet-Paris-Plage
- 1930, La Semaine au Touquet-Paris-Plage, programme des fêtes et sports, siège du journal : Le Touquet-Paris-Plage, période de parution : 1930 ?-1933 ?, format : 14 cm, année de publication non mentionnée[26].

#### Les Carnets de Miroir de l'art
- 2004, Les Carnets de Miroir de l'art, directeur de publication Ludovic Duhamel, numérotation : no 1 (2004)-no 2 (2004), publication : Le Touquet-Paris-Plage (18, allée Georges-Brassens) : Auréoline édition, 2004, format : 24 cm[27].

- 2004, Miroir de l'art : les mille facettes de l'art d'aujourd'hui, directeur de publication Ludovic Duhamel, numérotation : no 1 (2004, février/avril)-no 6 (2005), publication : Le Touquet-Paris-Plage (18, allée Georges-Brassens) : Auréoline édition, 2004-2005, format : 30 cm, périodicité : trimestriel [28].

### Journal paroissial

#### La Voix de Saint-André
- 1904, La Voix de Saint-André, directeur-fondateur Gustave Deligny, curé de la paroisse, écho paroissial de Paris-Plage, depuis janvier 1904

## Pour approfondir

### Ouvrage
Édouard Lévêque, Histoire de Paris-Plage et du Touquet souvenirs et impressions, Le Touquet-Paris-Plage, Charles Delambre à Paris-Plage et à Montreuil sur Mer, 1905, 601 p. (lire en ligne)
1. ↑  p. 423.
2. ↑  p. 425.
3. ↑  p. 424.

### Autres sources
1. ↑  « Paris-Plage Courrier des bains de mer », sur presselocaleancienne.bnf.fr (consulté le 25 septembre 2020).
2. ↑  « Le Touquet-Paris-Plage », sur presselocaleancienne.bnf.fr (consulté le 26 septembre 2020).
3. ↑  « Le Phare de Paris-Plage », sur presselocaleancienne.bnf.fr (consulté le 26 septembre 2020).
4. ↑  Si Paris-Plage m'était conté, Le Touquet-Paris-Plage, Auréoline éditions, coll. « Une ville Des histoires », 2006, 133 p. (ISBN 2-915123-19-5), p. 113 et 114
5. ↑  « Paris-Plage gazette », sur presselocaleancienne.bnf.fr (consulté le 26 septembre 2020).
6. ↑  « L'Avenir du Touquet-Paris-Plage », sur presselocaleancienne.bnf.fr (consulté le 26 septembre 2020).
7. ↑  L'Argus, Nomenclature des journaux, revues, périodiques français paraissant en France et en langue française à l'étranger, Paris, 1926 (en ligne sur gallica.bnf.fr.
8. ↑  « Bulletin municipal - Ville du Touquet-Paris-Plage », sur presselocaleancienne.bnf.fr (consulté le 26 septembre 2020).
9. ↑  « La Gazette du Touquet-Paris-Plage », sur presselocaleancienne.bnf.fr, La Gazette du Touquet-Paris-Plage (consulté le 26 septembre 2020).
10. ↑  « Liste des 16 numéros numérisés du journal La Gazette du Touquet-Paris-Plage », sur gallica.bnf.fr (consulté le 9 octobre 2021).
11. ↑  « L'Express du Touquet-Paris-Plage et du Pas-de-Calais », sur presselocaleancienne.bnf.fr (consulté le 26 septembre 2020).
12. 1 2 3  L'Argus, Nomenclature des journaux, revues, périodiques français paraissant en France et en langue française à l'étranger, 1926, p. 385 (en ligne) sur gallica.bnf.fr.
13. ↑  « L'Éclaireur du Touquet-Paris-Plage », sur presselocaleancienne.bnf.fr (consulté le 26 septembre 2020).
14. ↑  « Le Grand journal de Paris-Plage », sur presselocaleancienne.bnf.fr (consulté le 26 septembre 2020).
15. ↑  « L'Avenir, journal du Touquet-Paris-Plage », sur presselocaleancienne.bnf.fr (consulté le 26 septembre 2020).
16. ↑  « Les Échos du Touquet », sur presselocaleancienne.bnf.fr (consulté le 26 septembre 2020).
17. ↑  « La disparition de Léonce Deprez », sur caractere.net site des professionnels de l'imprimerie, 21 août 2017 (consulté le 26 septembre 2020).
18. ↑  « Le Moniteur de Paris-Plage », sur presselocaleancienne.bnf.fr (consulté le 26 septembre 2020).
19. ↑  « L'Écho de Paris-Plage », sur presselocaleancienne.bnf.fr (consulté le 26 septembre 2020).
20. ↑  « L'Intermédiaire du Touquet-Paris-Plage », sur presselocaleancienne.bnf.fr (consulté le 26 septembre 2020).
21. ↑  « L'Écho de la plage du Touquet-Paris-Plage », sur presselocaleancienne.bnf.fr (consulté le 26 septembre 2020).
22. ↑  « La Vérité du Touquet-Paris-Plage », sur presselocaleancienne.bnf.fr (consulté le 26 septembre 2020)
23. ↑  « Le Journal du Touquet-Paris-Plage », sur presselocaleancienne.bnf.fr (consulté le 26 septembre 2020).
24. ↑  « Les Échos mondains du Touquet-Paris-Plage », sur presselocaleancienne.bnf.fr (consulté le 26 septembre 2020).
25. ↑  « Le Touquet sportif et mondain », sur presselocaleancienne.bnf.fr (consulté le 26 septembre 2020).
26. ↑  « La Semaine au Touquet-Paris-Plage », sur presselocaleancienne.bnf.fr (consulté le 26 septembre 2020).
27. ↑  « Les Carnets de Miroir de l'art », sur presselocaleancienne.bnf.fr (consulté le 27 septembre 2020).
28. ↑  « Miroir de l'art », sur presselocaleancienne.bnf.fr (consulté le 27 septembre 2020).